# Can Manelet
Can Manelet és una casa d'Amer (Selva) inclosa a l'Inventari del Patrimoni Arquitectònic de Catalunya.

## Descripció
Edifici cantoner de tres plantes i terrassa cobert a doble vessant a façana. Està situat entre el carrer Séquia i el carrer Nou. Aquesta façana, de dues crugies, està arrebossada i decorada amb fals encoixinat de forma rectangular fet de ciment. Les obertures són rectangulars i emmarcades de motllures de ciment.
La planta baixa té dues obertures, una d'accés als pisos superiors i l'altra com a comerç (fleca). Al primer pis hi ha dos balcons amb barana de ferro i al segon pis, una terrassa emergent amb balustrada decorada amb formes de gerra. La terrassa conté una petita edificació coberta amb una teulada d'un sol vessant.

## Història
Casa originària de principis del segle xx, potser reconstruïda sobre un habitatge més antic.
Tradicionalment hi ha hagut una fleca a la planta baixa, i actualment encara n'hi ha una.